# Las Nueces
Las Nueces är en ort i Mexiko.   Den ligger i kommunen Turicato och delstaten Michoacán de Ocampo, i den södra delen av landet, 250 km väster om huvudstaden Mexico City. Las Nueces ligger 1 017 meter över havet och antalet invånare är 198.
Terrängen runt Las Nueces är huvudsakligen kuperad, men västerut är den bergig. Runt Las Nueces är det ganska glesbefolkat, med 25 invånare per kvadratkilometer. Närmaste större samhälle är Cuitzián Grande, 14,6 km öster om Las Nueces. I omgivningarna runt Las Nueces växer huvudsakligen savannskog.